# Voivodato di Tarnów

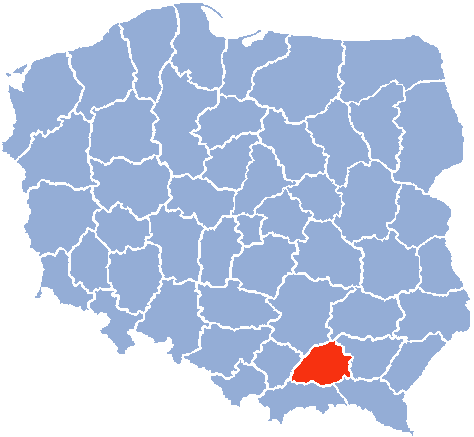
Voivodato di Tarnów

Il voivodato di Tarnów (in polacco: województwo tarnowskie) era un'unità di divisione amministrativa e governo locale della Polonia, esistito tra il 1975 e il 1998. È stato poi inglobato nel voivodato della Piccola Polonia. La sua capitale era Tarnów.

## Principali città (popolazione nel 1995)
- Tarnów (121.500)
- Dębica (48.700)
- Bochnia (29.600)